# Davi Rancan
Davi Rancan (Santos, Brasil, 22 de septiembre de 1981) es un futbolista brasileño. Jugó como defensa central, actualmente se encuentra inactivo.

## Clubes
| Club                   | País      | Año         |
| ---------------------- | --------- | ----------- |
| Portuguesa Santista    | Brasil    | 2004 - 2005 |
| Internacional          | Brasil    | 2005        |
| FC Oțelul Galați       | Rumania   | 2005 - 2007 |
| CF Brăila              | Rumania   | 2007        |
| FC Oțelul Galați       | Rumania   | 2008        |
| Moroka Swallows        | Sudáfrica | 2008 - 2010 |
| FC Inter Turku         | Finlandia | 2010 - 2011 |
| Independiente Medellín | Colombia  | 2011 - 2012 |

- Datos: Q5230371